# Желько Ражнатович
Же́лько Ражна́тович, також відомий під прізвиськом Аркан (серб. Жељко Ражнатовић, Željko Ražnatović; 17 квітня 1952, Брежиці, Соціалістична Республіка Словенія, СФРЮ — 15 січня 2000, Белград, Сербія, СРЮ) — відомий сербський діяч кримінального світу Сербії, Югославії та Європи, агент держбезпеки, воєнний злочинець, ватажок воєнізованого формування «Сербська добровольча гвардія», політик, підприємець.

## Дитинство, юність, молодість
Народився 17 квітня 1952 р. у словенському місті Брежиці в родині офіцера авіації ЮНА Велька Ражнатовича, військова частина якого на той час дислокувалася в тому місті. Незабаром переїхав з родиною до Белграда. У віці 9 років вперше втік із дому. Займався кишеньковим злодійством, був тричі судимий. У 1972 р. втік у Європу, де продовжив кримінальну діяльність у таких країнах, як Бельгія, Нідерланди, Швеція (20 крадіжок зі зломом, 7 грабежів банків, допомога ззовні у втечі з в'язниці, замах на вбивство), Німеччина, Австрія, Швейцарія та Італія. Незабаром після цього Інтерпол оголосив його одним із десятьох найнебезпечніших злочинців. Ражнатович мав широкі зв'язки в кримінальних колах. Його підозрювали у зв'язках зі Службою державної безпеки комуністичної Югославії (СДБ СФРЮ), але сам він, природно, таку інформацію заперечував. У 1974 р. спійманий у Бельгії і посаджений у в'язницю, з якої втік під 1977 рік. У 1982 р. повернувся в Югославію та одружився з Наталією Мартинович, але зв'язків з кримінальним світом не порвав. Із компанією спільників брав участь у загребському побоїщі в 1990 р., відомому як «матч ненависті». Заарештований хорватською поліцією, відправлений у Белград, де був відпущений під заставу до суду.

## Югославські війни
Після початку збройного конфлікту в 1991 р. вирушив на фронт, де сформував одну з найжорстокіших сербських бойових частин — Сербську добровольчу гвардію (серб. Српска добровољачка гарда), яка зажила лихої слави в боях у Хорватії та Боснії з 1991 по 1995 рік. Бійці сумнозвісної Сербської добровольчої гвардії заплямували свою честь етнічними чистками, вдершись у боснійські міста Бієліна (різанина в Бієліні), Зворник, Брчко, були причетні до звірств у хорватській частині Срема, Бановині, Славонії та в північній Далмації. За бойові дії Ражнатовича удостоєно найвищої нагороди самопроголошеної Республіки Сербської Зірки Карагеоргія, яку йому вручив президент цієї невизнаної держави Радован Караджич.
З 1992 року — депутат Народної скупщини Сербії. Обраний депутатом від Приштини. У жовтні 1993 р. заснував Партію сербської єдності, яка програла вибори в грудні 1993 р.
19 лютого 1995 р. одружився зі співачкою Світланою Величкович, більш відомою під псевдонімом «Цеца». Весілля відбулося в готелі «Інтерконтиненталь», який Ражнатович орендував цілком. Вінчання проходило в кафедральному соборі.
Крім політики Аркана цікавив спорт. Він вступив у Вищу тренерську школу, захистив диплом на тему «Підготовка гравця до матчу», після чого купив белградський футбольний клуб «Обилич». У 1998 р. «Обилич», в який Аркан уклав значні кошти, виграв чемпіонат Югославії та домігся права виступати в європейській Лізі чемпіонів. Вибухнув скандал: учасником найпрестижнішого в Європі футбольного турніру стала команда, власник якої розшукується Інтерполом. Але в самій Сербії це мало кого бентежило — Аркан часто справляв посиденьки з приятелями в культовому місці зустрічей місцевої спортивної еліти, кафе «Мадері».

## Звинувачення у воєнних злочинах
23 вересня 1997 р. прокурор Міжнародного трибуналу щодо колишньої Югославії Луїза Арбор висунула проти Желька Ражнатовича «Аркана» звинувачення, що стосуються подій вересня 1995 р. в населених пунктах Санський Мост, Трново (Боснія і Герцеговина) та їхніх околицях. Ражнатовича звинувачували як тодішнього командира СДГ (т. зв. «командна відповідальність»). Обвинувальний висновок спочатку тримали в таємниці, як це передбачено політикою МТКЮ, та 31 березня 1999 р. його таки оприлюднили, оскільки виникли припущення, що «Аркан» може брати участь у Косовській війні.
Епізоди, що містяться в обвинувальному висновку стосовно колишнього командира СДГ
- Насильницьке утримання приблизно тридцяти несербських чоловіків і однієї жінки без їжі чи води в погано провітрюваній котельні готелю «Санус», розмірами близько п'яти квадратних метрів, імовірно з 18 вересня по 21 вересня 1995 р.
- Перевезення дванадцяти несербських чоловіків з м. Санський Мост в ізольоване місце в селі Трнова, де одинадцятьох із них застрелили, а дванадцятого критично поранили, ймовірно, 20 вересня 1995 р.
- Зґвалтування боснійської жінки в автобусі за готелем «Санус» у м. Санський Мост, імовірно, 21 вересня 1995 року.
- Перевезення приблизно 67-ми несербських чоловіків і однієї жінки з населених пунктів Санський Мост, Шеховці і Побрієже в ізольоване місце в селі Сасіне, де 65-х з них застрелили, а двох — критично поранили, імовірно 21 вересня 1995 р.
- Насильницьке утримання приблизно 35-х несербських чоловіків у погано провітрюваній котельні готелю «Санус», розмірами близько п'ятьох квадратних метрів, їх побиття, відмова їм у їжі і воді, у результаті чого двоє з них померли, ймовірно з 21 вересня по 25 вересня 1995 р.[5].

## Останні роки
Був двічі одружений, мав 9 дітей від 5 жінок (з них перші 3 — позашлюбні, але усиновлені). Займався підприємницькою діяльністю, був власником і головним тренером футбольного клубу «Обилич». Ражнатовичу належали транспортні фірми, казино і модні магазини в різних містах Сербії.

## Вбивство

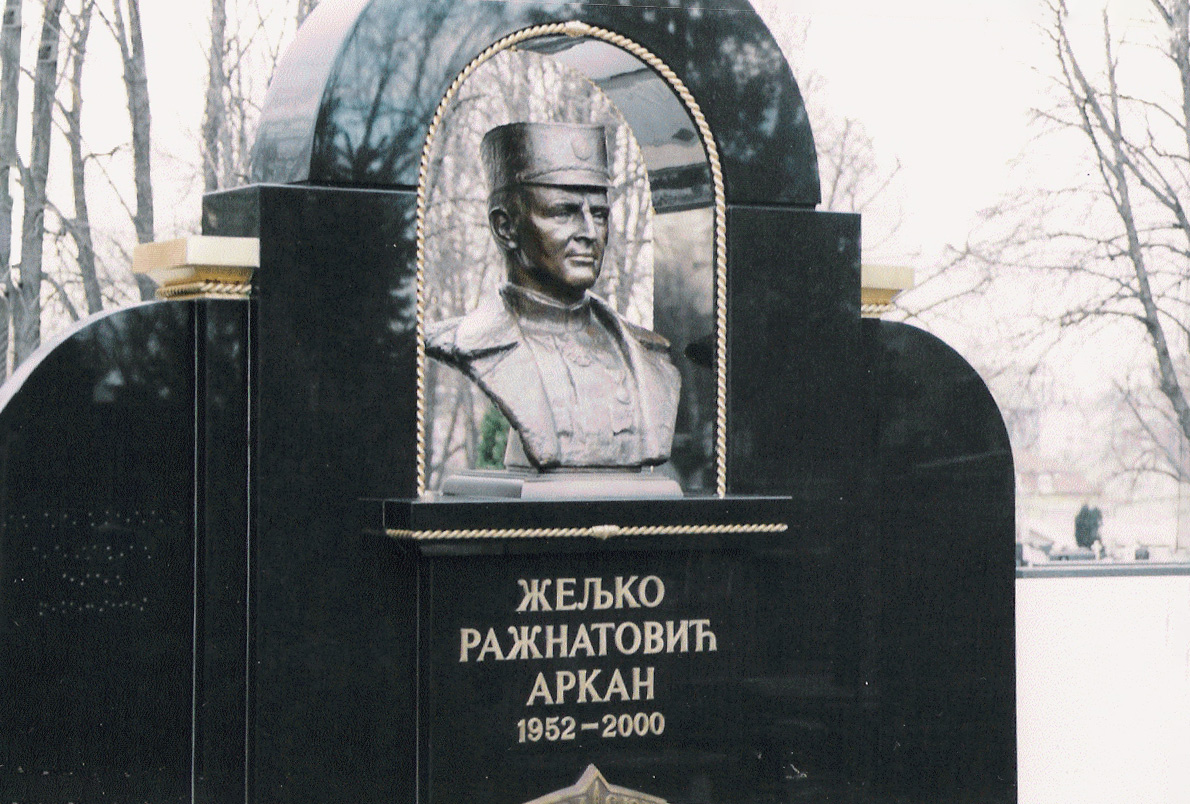
Могила Желька Ражнатовича «Аркана» на белградському кладовищі

15 січня 2000 о 17:15 Ражнатовича застрелили в холі белградського готелю «Інтерконтиненталь». Убивця вистрілив йому в ліве око. Також було вбито й охоронця Момчила Мандича. Убивця зник.
Похований 20 січня на Новому белградському кладовищі.
Існує кілька версій, хто був виконавцем і організатором цього вбивства. Пізніше за цей злочин до 30 років ув'язнення засудили Добросава Гаврича, Мілана Джурішича та Драгана Ніколича. Імена замовників убивства залишилися нез'ясованими.